# Krowodrza (dawna dzielnica Krakowa)

Dzielnica Krowodrza w 1990

Krowodrza – część Krakowa, do 1990 dzielnica administracyjna Krakowa. W jej skład wchodzą obecnie: Dzielnica IV, Dzielnica V, Dzielnica VI i Dzielnica VII. Liczba ludności wynosi ponad 145 tysięcy, a powierzchnia 70.2 km².

## Historia
Wieś położona w końcu XVI wieku w powiecie proszowskim województwa krakowskiego była własnością klasztoru kanoników regularnych Świętego Ducha w Krakowie.
W 1909 roku rozpoczęto, przez włączenie sąsiadujących gmin, budowę "Wielkiego Krakowa". Dnia 13 listopada 1909 r. w wyniku podpisanej umowy włączono do Krakowa 10 nowych dzielnic, w tym z numerem XVII – Krowodrzę. Granicę włączonej wsi stanowiły: tor kolejowy do Warszawy (równoległy do Al. 29 listopada), ul. Montelupich, al. Słowackiego, rzeka Młynówka wzdłuż ul. Grottgera, jednostka wojskowa przy ul. Wrocławskiej, ul. Stachiewicza, Makowskiego, Łokietka, od północy między ul. Pachońskiego a rzeką Sudoł oraz rzeką Białucha do przecięcia z torem kolejowym do Warszawy. Centrum dawnej wsi Krowodrzy stanowiła ul. Mazowiecka.
W roku 1951 Kraków dzielił się na 64 dzielnice. W 1954 roku został podzielony na 6 dzielnic. Teren Krowodrzy znalazł się na terenie dzielnicy Kleparz.
Taki stan trwał do 1 stycznia 1973 roku, kiedy to zmniejszono liczbę dzielnic do 4. Wówczas połączono dzielnice Kleparz i Zwierzyniec, tworząc nową dzielnicę Krowodrza, która istniała do 1990 r.

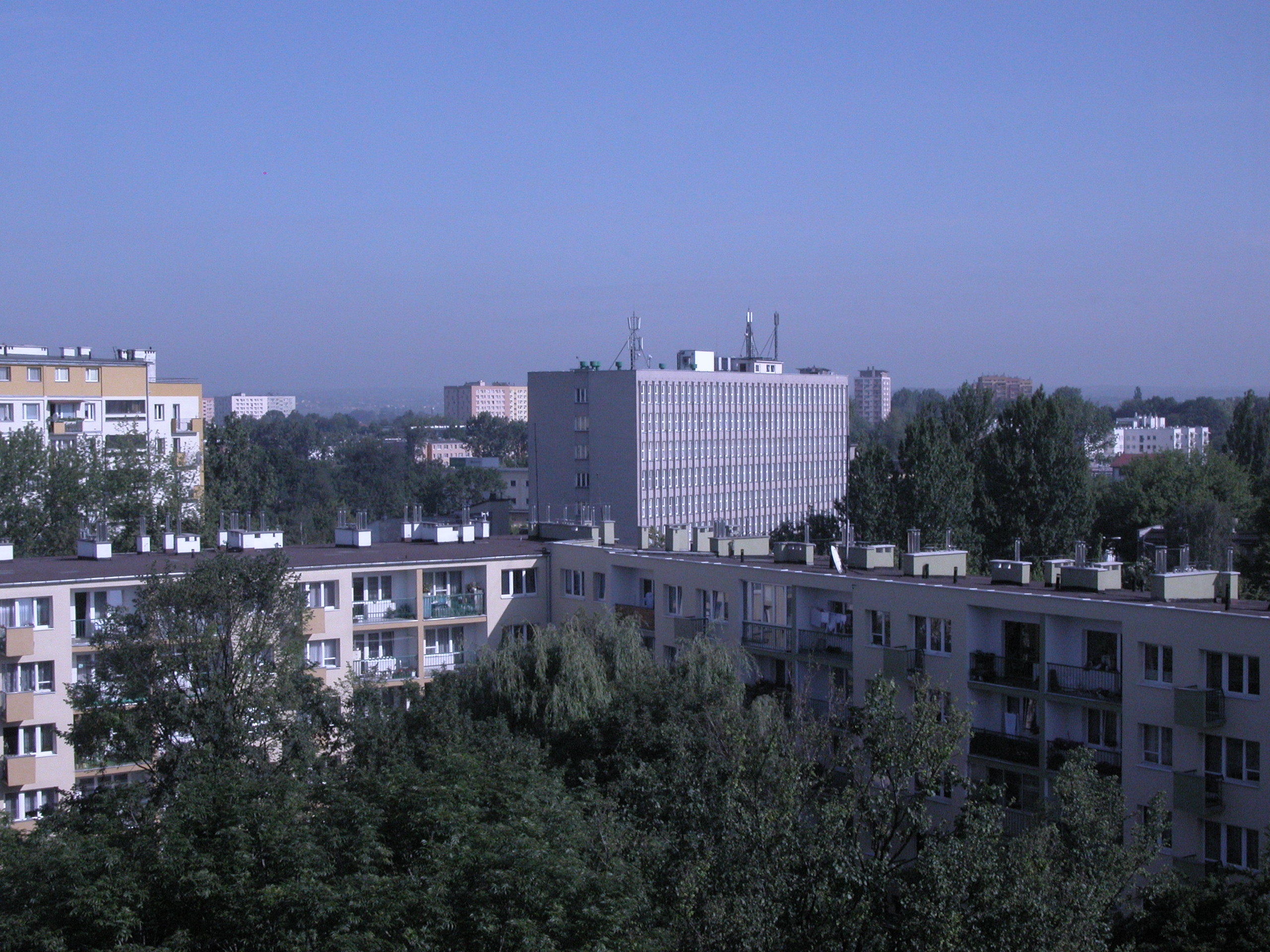
Zabudowa dzielnicy

## Obecnie
W 1989 roku przemiany administracyjne w państwie nie ominęły Krowodrzy. Dzielnica Krowodrza została podzielona na 4 dzielnice miejskie: Dzielnicę IV Prądnik Biały, Dzielnicę V Krowodrza, Dzielnicę VI Bronowice i Dzielnicę VII Zwierzyniec. Dawna wieś Krowodrza znajduje się obecnie w granicach Dzielnicy V Krowodrza.